# Rives de l'Yon
Pour les articles homonymes, voir Rives.
Rives de l’Yon est une commune française située dans le département de la Vendée, en région Pays de la Loire.
Issue de la fusion des communes de Chaillé-sous-les-Ormeaux et de Saint-Florent-des-Bois, elle est créée sous le régime de la commune nouvelle le 1er janvier 2016. Ses habitants sont appelés les Rivayonnais.

## Géographie
Le chef-lieu de la commune nouvelle, Saint-Florent-des-Bois, se situe au centre du département de la Vendée.

### Climat
Pour des articles plus généraux, voir Climat des Pays de la Loire et Climat de la Vendée.
En 2010, le climat de la commune est de type climat océanique franc, selon une étude du CNRS s'appuyant sur une série de données couvrant la période 1971-2000. En 2020, Météo-France publie une typologie des climats de la France métropolitaine dans laquelle la commune est exposée à un climat océanique et est dans la région climatique Bretagne orientale et méridionale, Pays nantais, Vendée, caractérisée par une faible pluviométrie en été et une bonne insolation.
Pour la période 1971-2000, la température annuelle moyenne est de 12,3 °C, avec une amplitude thermique annuelle de 13,8 °C. Le cumul annuel moyen de précipitations est de 814 mm, avec 12,8 jours de précipitations en janvier et 6,3 jours en juillet. Pour la période 1991-2020, la température moyenne annuelle observée sur la station météorologique de Météo-France la plus proche, sur la commune de La Roche-sur-Yon à 12 km à vol d'oiseau, est de 12,4 °C et le cumul annuel moyen de précipitations est de 885,5 mm,. Pour l'avenir, les paramètres climatiques de la commune estimés pour 2050 selon différents scénarios d'émission de gaz à effet de serre sont consultables sur un site dédié publié par Météo-France en novembre 2022.

## Urbanisme

### Typologie
Au 1er janvier 2024, Rives de l'Yon est catégorisée bourg rural, selon la nouvelle grille communale de densité à sept niveaux définie par l'Insee en 2022.
Elle est située hors unité urbaine. Par ailleurs la commune fait partie de l'aire d'attraction de La Roche-sur-Yon, dont elle est une commune de la couronne,. Cette aire, qui regroupe 45 communes, est catégorisée dans les aires de 50 000 à moins de 200 000 habitants,.

## Toponymie

Limites et bourgs des communes fondatrices de Rives de l'Yon.

Le toponyme Rives de l'Yon est une terminologie créée en décembre 2015 à la suite de réflexions menées par des membres des municipalités saint-florentaise et chaillezaise autour de l’idée de « Val d’Yon »,,. En effet, la dénomination retenue fait écho à la notion hydrographique de rive, couplée au nom de la rivière de l’Yon, affluent du Lay, qui séparait en partie les communes de Saint-Florent-des-Bois et de Chaillé-sous-les-Ormeaux,.

## Histoire
L'idée d'une fusion de plusieurs communes rurales du sud de la communauté d’agglomération de La Roche-sur-Yon naît en février 2015, à la suite d’une lettre de Gérard Rivoisy, maire de Nesmy (DVD), à ses homologues et aux équipes municipales des communes membres du syndicat intercommunal à vocation multiple (SIVOM) des coteaux de l’Yon. Créée en 1981, la structure intercommunale unissait ponctuellement Chaillé-sous-les-Ormeaux, Nesmy, Le Tablier et Saint-Florent-des-Bois autour de projets communs comme la gestion d’un EHPAD,.
Néanmoins, le périmètre du projet de fusion est réduit à deux communes au cours de l’été 2015 après une concertation du maire de Chaillé-sous-les-Ormeaux, Bruno Dreillard (divers droite), avec celui de Saint-Florent-des-Bois, Jean-Louis Batiot (divers droite). En effet, analysant d’une part comme un refus l’exhortation du maire du Tablier, Bernadette Barré-Idier (sans étiquette), à consulter les habitants et les équipes municipales, et, considérant d’autre part l’éloignement géographique de Nesmy comme trop important dans une « logique de territoire », les maires présentent un projet de commune nouvelle à deux en septembre 2015 à leurs conseils municipaux respectifs.
Par la suite, en décembre, des réunions publiques sont organisées afin d’informer la population. Dans celles-ci, les élus favorables au projet justifient le regroupement par une argumentation sous trois angles : une plus grande mutualisation des services entre les collectivités, une voix plus forte au sein de La Roche-sur-Yon-Agglomération, et une manière de pallier les baisses de dotations globales de fonctionnement de l’État,,.
Le 10 décembre 2015, alors les conseils municipaux de Chaillé-sous-les-Ormeaux et de Saint-Florent-des-Bois sont appelés à se prononcer simultanément sur la fusion, l’union est votée par 8 voix contre 7 dans la première commune, et par 17 contre 5 (et 1 blanc) dans la seconde. Un arrêté préfectoral du 28 décembre 2015 entérine en conséquence la création de Rives de l’Yon au 1er janvier 2016.
Toutefois, en février 2016, à l'occasion d'un conseil municipal de la commune nouvellement créée, des élus de l’opposition annoncent avoir déposé 12 recours gracieux à l’encontre du maire, Jean-Louis Batiot, pointant le « déni de démocratie », la rapidité de la fusion, ou encore l’incohérence du périmètre de la commune nouvelle.

## Politique et administration

### Liste des maires
| Période                                  | Période     | Identité            | Étiquette | Qualité |
| ---------------------------------------- | ----------- | ------------------- | --------- | --- |
| 13 janvier 2016                          | 28 mai 2020 | Jean-Louis Batiot   | DVD       | Responsable de formation à la chambre de commerce Maire délégué de Saint-Florent-des-Bois (2016-2020) Président du syndicat mixte du pays Yon et Vie (2014-2020) |
| 28 mai 2020                              | En cours    | Christophe Hermouet | DVD       | Doctorant et enseignant en droit Président du syndicat mixte du pays Yon et Vie (depuis 2020)                                                                    |
| Les données manquantes sont à compléter. |             |                     |           | |

### Structure intercommunale
Alors que les deux communes sont incluses dans le périmètre de La Roche-sur-Yon-Agglomération, un arrêté préfectoral du 29 décembre 2015 attribue 2 sièges à Rives de l'Yon au conseil communautaire à compter du 1er janvier 2016.

## Démographie
Ses habitants sont appelés les Rivayonnais.
| Nom                            | Code Insee | Intercommunalité | Superficie (km2) | Population (dernière pop. légale) | Densité (hab./km2) |
| ------------------------------ | ---------- | ---------------- | ---------------- | --------------------------------- | ------------------ |
| Saint-Florent-des-Bois (siège) | 85213      |                  | 36,96            | 2 813 (2015)                      | 76                 |
| Chaillé-sous-les-Ormeaux       | 85043      |                  | 17,56            | 1 335 (2015)                      | 76                 |

## Identité visuelle
Les élus de la commune présentent un logotype le 29 juin 2017.

Logotype (depuis juin 2017).